# SARS-CoV
A SARS koronavírus 1, aminek a tudományos elnevezése SARS-CoV-1 (a SARS-CoV-2 megjelenése előtt még számozás nélkül: SARS-Cov), egy súlyos akut emberi légzőszervi megbetegedéseket okozó vírus. A SARS a Severe Acute Respiratory Syndrome = „Súlyos Akut Légzőszervi Szindróma” rövidítése.
Ázsiában 2003 februárjában tört ki a SARS járvány, ami további megbetegedéseket okozott a világ más részein. Az Egészségügyi Világszervezet, a WHO sajtóközleményében megnevezte a járvány hivatalos okát. A közlemény szerint a SARS-CoV nevű koronavírus volt az oka a számos laboratórium által azonosított vírusos megbetegedéseknek.
A mintákat, a vírust a mai napig tárolják a New York-i, San Franciscó-i, manilai, hongkongi és torontói laboratóriumokban.
2003. április 12-én a brit-columbiai vancouveri Michael Smith Genome Sciences Centre-ben dolgozó tudósok befejezték a feltételezett SARS-vírus genetikai szekvenciáinak feltérképezését. A csapatot Dr. Marco Marra vezette. A csapat együttműködött a British Columbia Centre for Disease Control és a Nemzeti Mikrobiológiai Laboratóriummal Winnipeg, a torontói fertőzött betegektől nyert minták felhasználásával dolgozták ki a vírus genetikai térképét. A térképet a tudósok közzétették, és a WHO fontos előrelépésként üdvözölte a SARS elleni küzdelemben. A térkép elérhető a Tanács Főtitkársága GSC honlapján (lásd alább). Dr. Donald Low a torontói Mount Sinai Kórház orvosa a kutatást a "soha nem látott sebességgel" jellemezte.
A SARS koronavírus genetikai szekvencia sorrendjét azóta más független csoportok is megerősítették. 2018-ban felfedezték, hogy a koronavírus egyik mutációja során csökkent a vírus emberek közötti fertőzőképessége.

## SARS

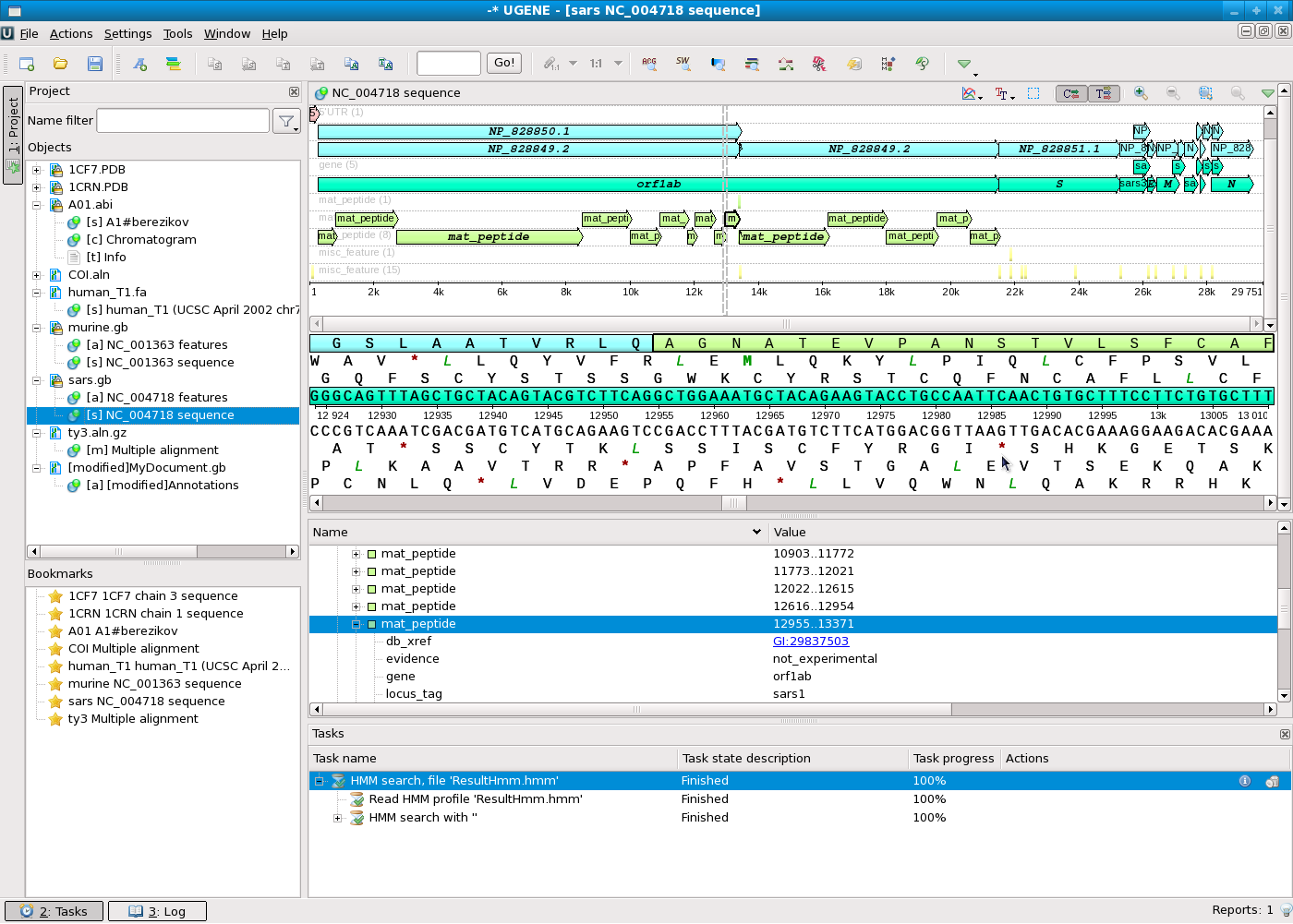
A SARS géntérképe, képernyőkép

A SARS vagy Súlyos Akut Respiratorikus (légúti) Szindróma a SARS-koronavírus által okozott megbetegedés, más néven az atípusos tüdőgyulladás. A betegség gyakran súlyos; kezdetben szisztémás tünetekkel jár, mint izomfájdalom, fejfájás és láz, amit 2-10 napon belül a légúti tünetek kialakulása követ, elsősorban köhögés, nehézlégzés, és végül a tüdőgyulladás. Egy másik gyakori jelenség a megbetegedéseknél a SARS betegek csökkent limfocita száma. A 2003-as SARS járványban a SARS fertőzöttek mintegy 9%-a halt meg. A halálozási arány sokkal magasabb volt az 50 év fölötti korosztály esetében, megközelítette az 50%-ot.

## Biológiája
A SARS koronavírus pozitív és egyszálú RNS-vírus, a burkolt koronavírusok családjába tartozó vírus. Genomja mintegy 29,7kbp információt tartalmaz, így egyike a legnagyobb RNS vírusoknak. A SARS-vírus hasonlít a többi koronavírushoz abban, hogy a genomja két nagy, ORF 1a és 1b részre oszlik, amely két poliproteinnek felel meg. A poliproteinek több kisebb fehérjedoménból állnak össze. A SARS-vírusnak 13 génje és 14 fehérjéje ismert, ezek közül 265bp az 5'UTR -ben és 342bp a 3'UTR -ben található. 
A SARS koronavírus a koronavírusok általános replikációs stratégiáját követi.

## Morfológiája
A SARS koronavírus morfológiája szintén a koronavírus család általános morfológiáját követi. Nagy pleomorf gömb alakú vírustestből állnak felületi hagymás dudorokkal, amelyek a névadó koronát formálják a vírus körül. Köpenye lipideket tartalmaz, ezen belül pedig két héj zárja közre belső tartalmát.
A héj belsejének összetevője egy egyszálú helikális ribonukleinsav. A vírusnak hosszú felszíni nyúlványai kiemelkednek a lipid köpenyből. A vírus testének és nyúlványainak mérete mintegy 80-90 nm.

## Kifejlődése

A SARS-vírus által fertőzött országok térképe 2002. november 1. és 2003 augusztus 7. között
Ellenőrzött halálos esetek
Ellenőrzött esetek
Esetek nélkül

A SARS vírus a koronavírusok családjának 2. csoportjához áll a legközelebb, de nem különül el a másik három csoport koronavírustól sem. A legközelebbi külcsoportja a koronavírusoknak a torovírusok, amellyel az ORF 1b replikációban homológál és a két fehérje viron S és M. SARS-t az határozza meg. Eszerint korán levált a koronavírusok 2. csoportjától, de sok megmaradó területen osztozik vele. A fő különbség a 2. csoport koronavírus és a SARS között az nsp3 replikációs alegység által kódolt ORF1a. A SARS-nak nincs papain-szerű 1 proteináza.

## Tünetei és kezelése
Amint valaki elkapta a SARS-t, az első tünet a legalább 38 °C-os láz.
Az első influenzaszerű nem specifikus tünetek 2-7 nap elmúltával jelentkeznek.
Többek között hidegrázás, izomfájdalom, fejfájás, hasmenés, torokfájás, orrfolyás, rossz közérzet és myalgia (izomfájdalom) lép fel. Ezeket a száraz köhögés, légszomj és a felső légúti fertőzés követi. Az ebben a stádiumban készített mellkasi röntgen már kimutathatja a tüdőgyulladást. Ha a mellkas tiszta, de a SARS gyanúja mégis fennáll, a HRCT scan vizsgálaton már korábban felfedezhető. Súlyos esetekben légzési elégtelenség és akut légzési distressz szindróma (RDS), és az esetek 70-90%-ában lymphopenia (a fehérvérsejtek alacsony száma) alakul ki. A lappangási idő a SARS koronavírus esetében 2-10 naptól néha 13 napig terjed, az átlagos pedig 5 nap. Ez azt jelenti, hogy a fertőzés után 2-10 nap telik el az első tünetekig.
Az antitestek mennyisége így alakul: Az első tünetek jelentkezésekor az IgM antitest titrálja a SARS koronavírust. Az IgM mennyisége az akut vagy lábadozó szakasz során (3. hét) csúcsosodik ki, ezután csökken a 12. hétig. Az IgG csúcsok a 12. héten jelennek meg.